# Йылмаз, Ахмет
Ахмет Йылмаз (род. 2 февраля 1994) — турецкий борец греко-римского стиля, бронзовый призёр чемпионата мира 2024 года, бронзовый призёр чемпионата Европы 2025 года.

## Биография
Родился 2 февраля 1994 года в Муше в Турции.
В 2020 году на турнире серии Гран-при в Варшаве завоевал бронзовую медаль в категории до 72 кг. В 2021 году на турнире Гран-при в Загребе в категории до 72 кг стал серебряным призёром.
На чемпионате мира по борьбе 2024 года, который проходил в Тиране в неолимпийских весовых категория, Ахмет в весовой категории до 82 кг, сумел завоевать бронзовую медаль, победив в утешительном финале азербайджанца Гурбана Гурбанова.
В апреле 2025 года на чемпионате Европы в Братиславе в весовой категории до 77 кг завоевал бронзовую медаль. В схватке за третье место одолел соперника из Швеции Пер Албина Олофссона.